# Embalse de Tavascan
El embalse de Tavascan, a 1100 m de altitud, se encuentra en el valle de Cardós, en la comarca de Pallars Sobirá, en la confluencia de los ríos Noguera de Lladorre y Tavascan. Tras el pantano, el río de Lladorre continua hasta el pueblo del mismo nombre y, más abajo, se convierte en el río Noguera de Cardós, afluente del Noguera Pallaresa.
El amplio municipio de Lladorre comprende media docena de pueblos, entre ellos Tavascan, el más grande, en la cabecera del embalse, y Aineto, que es el que se encuentra más cerca de la presa, unos cien metros por encima, a 1.200 m de altitud.  
El embalse de Tavascan forma parte del Complejo Hidroeléctrico de Tavascan o del Alto Cardós, alimentado por dos lagos, Romedo, en el río Tavascan, y Graus, en el río Lladorre. Ambos lagos están represados y desde ellos surge un sistema de tuberías que lleva el agua al complejo, donde hay tres centrales situadas bajo tierra, cerca del embalse, en la cueva de Tavascan. El sistema está completamente automatizado y pertenece a Endesa Generación.
El complejo situado en la caverna de Tavascan es una instalación de grandes dimensiones que se encuentra a 500 m de profundidad en la montaña del pico Guerón. Se empezó a construir en los años 50 y se acabó en 1974. Actualmente se puede visitar como atracción turística.
En la cueva se sitúan las tres centrales que forman parte del complejo: Tavascan inferior, que utiliza el agua procedente del lago embalsado de Graus, en el río Tavascan, a 1352 m de altitud, conducida a través de una tubería de 800 m de longitud y un salto de 247 m, con un caudal turbinado de 14 m³/seg; Tavascan superior, que utiliza el agua procedente del lago embalsado de Romedo inferior, a 1360 m, con un salto de 600 m y un caudal turbinado de 14 m³/seg, y la Central Reversible de Montamara, la primera en España de estas características. De día utiliza el agua de los embalses para producir electricidad y de noche la bombea desde el embalse de Graus al embalse de Romedo inferior. Tiene un salto de 630 m y una potencia propia de 90 MW, con un caudal de 2x6,5 m³/s.